# Distrito de Naván

Provincia de Oyón en el Departamento de Lima

El distrito de Naván es uno de los seis distritos de la provincia de Oyón, ubicada en el departamento de Lima, bajo la jurisdicción administrativo- política  del Gobierno Regional de Lima Provincias, república del Perú.  
Dentro de la división eclesiástica de la Iglesia Católica del Perú, pertenece a la Diócesis de Huacho

## Toponimia
Su etimología se origina a partir de voz: Navin, en Runa Simi; así, navin, es la pacarina de los héroes ancestrales → navim, es un héroe ancestral → nabincoto, es un pueblo alrededor de un coto → nabintambo, un tambo en el camino del inca → naván.

## Historia
De acuerdo a la mitología prehispánica, Libiac Cancharo es el patriarca ancestral que fundó la etnia Cashatambo, él tuvo cinco hijos, y entre ellos a "navim" le correspondió el pueblo de Naván, siendo su patronímico. Navim el héroe ancestral organiza los ayllus de Naván alrededor de Huactaq, el pueblo viejo. Los primeros ayllus de Naván se ubicaron entre Huachoq y Quimahuaín, posteriormente, durante el dominio inca, reunidos en Huactaq fueron gobernados por un camachico que dependía de la collana Andash, perteneciente a la etnia Cashatambo, jurisdicción de la anterior ciudad estado de los Yaruvilcas, ubicada en la actual región de Huánuco. Así, al inicio sus ayllus fueron de Huachoq y Quimahuain, posteriormente formaron el pueblo viejo de Huaqtag, cuando Navan solo era una pampa que se usaba como mercado (Catu) y lugar de reunion de diversos pueblos para los rituales alrededor del Ushno ceremonial de Palco coto. La actual urbanización de Navan se funda durante la colonia como "reducción de indios" de diversos ayllus, alrededor del "obraje" de Laguna, adjunto al pueblo viejo de Huaqtag; organizado sobre dos barrios: Antamarca de arriba o de los llacuas, pastores cazadores y Vicus de abajo o de los guaris, agricultores. Durante la colonia trasladan las momias de sus ayllus ancestrales a la gruta de Mayhuajoyo, para protegerlos de la extirpación de idolatrías. Como distrito fue creado mediante Ley N.º 11984 del 27 de marzo de 1953, en el gobierno del Presidente Manuel A. Odría.

## Geografía
La geografía de Naván se distribuye o abarca las cuatro regiones naturales de la cordillera de los andes; la yunga formada por las chacras de Pichuancan, donde se cultiva árboles frutales de duraznos y paltas destinados al mercado; en la región quechua se ubica el pueblo, sus principales cultivos son el maíz y la papa, también se dedican a la cría de ganado vacuno para la elaboración de productos lácteos; la región suní y puna comprende el conjunto de tierras de secano y pastos de temporada de lluvia. Naván tiene una superficie de 227,16 km² y está ubicado sobre los 3 051 m s. n. m.  El distrito cuenta con una población total de 1074 personas, 66% de la población es rural.

### Anexos
- San Miguel de Huacá-Puná con 82 viviendas
- San Jerónimo de Conchao con 56 viviendas
- Virgen del Carmen de Liple con 44 viviendas

## Autoridades

### Municipales
- 2015-2018[3]
  - Alcalde: Vilma Celia Liberato Catalán, Partido Alianza para el Progreso (APP) .
  - Regidores: Eloiza Susana Zorrilla Echavarría (APP), Feliciano Rodar Guerrero Rumaldo (APP), Alfredo Justo Bernabé (APP), Alberto Jacinto Calzado Adriano (APP), Dennis Percy Torres Bello (Unión por el Perú).
- 2011-2014[4]
  - Alcalde: Antenógenes Rosales Emeterio, del Partido Unión por el Perú (UPP).[5]
  - Regidores: Dennis Percy Torres Bello (UPP), Erasma Edith Navidad Bernabé (UPP), Jesús Gallardo Zorrilla (UPP), Blas Epifanio Cortez Calzado (UPP), Orlando Eleodoro Justo Llares (Partido Aprista Peruano).
- 2007-2010[6]
  - Alcalde: Antenógenes Rosales Emeterio,  Movimiento Concertación para el Desarrollo Regional (CDR).
  - Regidores: Dennis Percy Torres Bello (UPP), Islando Percy Aquino Torres Rodríguez (UPP), Blas Epifanio Cortez Calzado (UPP), Paulina Isabel Méndez Justo (UPP), Teodoro Rober Sáenz Justo (Si Cumple).
- 2003-2006
  - Alcalde: Alfredo Porfirio Torres Melchor, Partido Aprista Peruano.
- 1999-2002
  - Alcalde: Wihlian Gabriel Guerrero Méndez, Integracióno Navanista.
- 1996-1998
  - Alcalde: Anselmo Gaine Zorrilla Melchor, Lista independiente N.º 13 Frente independiente Naváb y Anexos.

### Policiales
- Comisario:

### Religiosas
- Diócesis de Huacho[7]
  - Obispo de Huacho: Mons. Antonio Santarsiero Rosa, OSI.
- Parroquia[8]
  - Párroco: Pbro.  .

## Atractivos turísticos
- Castillo de Tajray: posible tambo en el camino del inca (Andajes - Quintay) y/o residencia de la administración colonial del obraje de Naván.
- Quimahuain: conjunto de viviendas, residencia de los primeros ayllus, ubicadas en las cumbres al noroeste de Naván.
- Huachoq: arquitectura administrativa y residencia de los patriarcas, ubicadas en las cumbres al sur este de Naván.
- Licahuain: residencia y viviendas de los llacuas o pastores.
- Mayhuajoyo: gruta de piedra y cementerio de mallquis, cuyos restos antropológicos y arqueológicos fueron destruidos y sustraidos; allí se ubicaron las momias de Naván y también se observa cierta Pintura rupestre.
- Iglesia de Naván, cuya arquitectura y diseño corresponde a la primera evangelización católica en la región, paralela a Andajes, Rapaz y Cajatambo, por ser contemporáneos.
- Pallcocoto: Ushno ceremonial prehispánico (de forma piramidal), construida sobre un coto, con acueductos en su interior para los ritos del agua.

## Festividades
- Caporalía: la más festiva del año, celebrada entre el 23 y 28 de diciembre, en ocasión de la natividad del niño Jesús, danzan en ella los caporales y guiadores, los negritos, al son del shucarón; residuo atávico de los desfiles indianos respecto de la adoración a las huacas y pacarinas, mudanza de barrios, de guaris y llacuas, y el lavatorio ancestral.
- Rodeo o erranza: celebrada entre el 23 y 24 de junio, anteriormente desarrollada en los corrales de Murqui, práctica ancestral acerca de las primicias del ganado.
- Jojo: o la fiesta del agua en ocasión de la limpia de acequias, celebrada el 20 de noviembre, acompañada de la danza del Jojo.
- Pallas: celebrada entre 28 y 29 de junio, acerca de la recreación teatral del drama inca, cuyo principal atractivo es el canto y danza de las Pallas.
- Semana Santa: celebrada en la fecha del calendario cristiano, recrea la pasión de cristo por sus calles, entre diversas misas de medianoche, cantos y música eclesial en tonada andina.